# John Lloyd Stephens

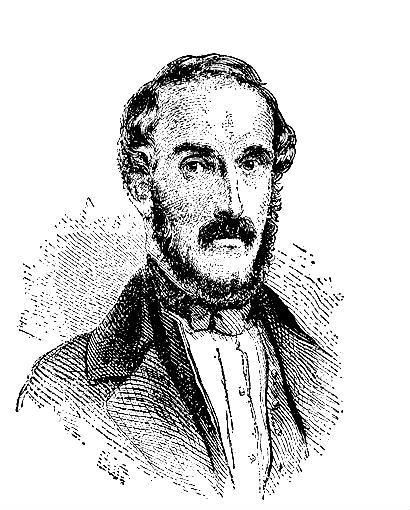
John Lloyd Stephens

John Lloyd Stephens (ur. 1805, zm. 1852) – prawnik, dyplomata i podróżnik. Urodził się w Shrewsbury, New Jersey.
Po przeniesieniu się do Nowego Jorku podjął naukę w prywatnej szkole. W wieku 13 lat uczęszczał do "Columbia College", kończąc go 4 lata później w roku 1822.
Wraz z Fredrickiem Catherwoodem podróżował po półwyspie Jukatan. Za 50 dolarów nabył ruiny miasta Copán. Owocem podróży stała się bogato ilustrowana książka Incidents of Travel in Central America, Chiapas and Yucatan (szybko przetłumaczona na wiele języków). Prezentowane są w niej pozostałości kultury Majów. Na wielu stanowiskach Stephens odnotował występowanie inskrypcji hieroglificznych.